# Темеш (округ Пр'євідза)
Темеш (словац. Temeš) — село, громада округу Пр'євідза, Тренчинський край. Кадастрова площа громади — 4.27 км². Протікає річка Ясенина.
Населення 215 осіб (станом на 31 грудня 2020 року).

## Історія
Темеш згадується 1332 року.

## Населення
| Рік:            | 1994. | 2004.    | 2014.    | 2024.    |
| --------------- | ----- | -------- | -------- | -------- |
| Кількість осіб: | 324   | 289      | 234      | 189      |
| Різниця:        |       | -10,80 % | -19,03 % | -19,23 % |

| Рік:            | 2023. | 2024.   |
| --------------- | ----- | ------- |
| Кількість осіб: | 198   | 189     |
| Різниця:        |       | -4,54 % |